# 2019-es svéd labdarúgó-bajnokság (másodosztály)
A 2019-es Superettan volt a 19. alkalommal megrendezett másodosztályú labdarúgó-bajnokság Svédországban. A pontvadászat 2019. március 30-án kezdődött és november 3-án ért véget.

## Csapatváltozások
| Feljutott a másodosztályba           | Kiesett a harmadosztályba            |
| ------------------------------------ | ------------------------------------ |
| Mjällby AIF Västerås SK Syrianska FC | IFK Värnamo Gefle IF Landskrona BoIS |

## Résztvevő csapatok
| Csapat              | Székhely    | Stadion                  | Befogadóképesség1 |
| ------------------- | ----------- | ------------------------ | ----------------- |
| Dalkurd FF          | Gävle       | Gavlavallen              | 6,500             |
| Degerfors IF        | Degerfors   | Stora Valla              | 12,500            |
| GAIS                | Göteborg    | Gamla Ullevi             | 18,416            |
| Halmstads BK        | Halmstad    | Örjans Vall              | 10,873            |
| IF Brommapojkarna   | Stockholm   | Grimsta IP               | 8,000             |
| IK Brage            | Borlänge    | Domnarvsvallen           | 6,500             |
| IK Frej             | Täby kyrkby | Vikingavallen            | 2,650             |
| Jönköpings Södra IF | Jönköping   | Stadsparksvallen         | 5,500             |
| Mjällby AIF         | Hällevik    | Strandvallen             | 6,750             |
| Norrby IF           | Borås       | Borås Arena              | 17,800            |
| Syrianska FC        | Södertalje  | Södertalje Fotbollsarena | 6,400             |
| Trelleborgs FF      | Trelleborg  | Vångavallen              | 7,000             |
| Varbergs BoIS       | Varberg     | Påskbergsvallen          | 4,500             |
| Västerås SK         | Västerås    | Iver Arena               | 7,000             |
| Örgryte IS          | Göteborg    | Gamla Ullevi             | 18,416            |
| Östers IF           | Växjö       | Visma Arena              | 12,000            |

- 1A Svéd Labdarúgó Szövetség honlapja szerint.[5]

## A bajnokság végeredménye
| Hely. | Csapat                | M  | Gy | D  | V  | G+ | G– | Gk  | P  | Továbbjutás vagy kiesés    |
| ----- | --------------------- | -- | -- | -- | -- | -- | -- | --- | -- | -------------------------- |
| 1.    | Mjällby AIF (B, F)    | 30 | 17 | 6  | 7  | 44 | 31 | +13 | 57 | feljutott az Allsvenskanba |
| 2.    | Varbergs BoIS (F)     | 30 | 15 | 10 | 5  | 49 | 27 | +22 | 55 | feljutott az Allsvenskanba |
| 3.    | IK Brage              | 30 | 16 | 6  | 8  | 54 | 33 | +21 | 54 | Rájátszás                  |
| 4.    | Jönköpings Södra IF   | 30 | 15 | 7  | 8  | 52 | 31 | +21 | 52 |                            |
| 5.    | Degerfors IF          | 30 | 15 | 6  | 9  | 46 | 34 | +12 | 51 |                            |
| 6.    | Halmstads BK          | 30 | 14 | 4  | 12 | 45 | 34 | +11 | 46 |                            |
| 7.    | Örgryte IS            | 30 | 12 | 10 | 8  | 43 | 37 | +6  | 46 |                            |
| 8.    | Dalkurd FF            | 30 | 13 | 5  | 12 | 43 | 47 | −4  | 44 |                            |
| 9.    | Norrby IF             | 30 | 11 | 9  | 10 | 43 | 43 | 0   | 42 |                            |
| 10.   | Västerås SK           | 30 | 8  | 10 | 12 | 41 | 40 | +1  | 34 |                            |
| 11.   | Trelleborgs FF        | 30 | 7  | 11 | 12 | 34 | 47 | −13 | 32 |                            |
| 12.   | GAIS                  | 30 | 8  | 8  | 14 | 23 | 40 | −17 | 32 |                            |
| 13.   | Östers IF (O)         | 30 | 6  | 11 | 13 | 32 | 43 | −11 | 29 | Osztályozó                 |
| 14.   | IK Frej (K)           | 30 | 7  | 8  | 15 | 35 | 55 | −20 | 29 | Osztályozó                 |
| 15.   | IF Brommapojkarna (K) | 30 | 6  | 10 | 14 | 38 | 49 | −11 | 28 | Kiesik a Division 1-be     |
| 16.   | Syrianska FC (K)      | 30 | 6  | 7  | 17 | 29 | 60 | −31 | 25 | Kiesik a Division 1-be     |

### Osztályozó
| 2019. november 7. 7:00 UTC+1 |

| Landskrona BoIS | 1–1         | Östers IF    |
| --------------- | ----------- | ------------ |
| Olsson 9'       | Jegyzőkönyv | Kapčević 13' |

| Landskrona IP, Landskrona Nézőszám: 4035 Játékvezető: Johan Krantz |

| 2019. november 10. 1:00 UTC+1 |

| Östers IF | 1–0         | Landskrona BoIS |
| --------- | ----------- | --------------- |
| Keene 74' | Jegyzőkönyv |                 |

| Visma Arena, Växjö Nézőszám: 3719 Játékvezető: Adam Ladebäck |

Östers IF nyert 2–1-es összesítéssel.
| 2019. november 7. 7:00 UTC+1 |

| Umeå FC       | 1–1         | IK Frej  |
| ------------- | ----------- | -------- |
| Stigedahl 68' | Jegyzőkönyv | Hudu 90' |

| Gammliavallen, Umeå Nézőszám: 2752 Játékvezető: Per Melin |

| 2019. november 10. 1:00 UTC+1 |

| IK Frej         | 2–2         | Umeå FC      |
| --------------- | ----------- | ------------ |
| Zeidan 24', 30' | Jegyzőkönyv | Boye 2', 13' |

| Vikingavallen, Täby kyrkby Nézőszám: 1428 Játékvezető: Fredrik Klitte |

Umeå FC nyert 3-3-as összesítéssel, idegenben lőtt gólokkal.

## Statisztika
| # | Játékos                | Klub                | Gólok |
| - | ---------------------- | ------------------- | ----- |
| 1 | Erik Björndahl         | Degerfors IF        | 20    |
| 2 | Rasmus Wiedesheim-Paul | Halmstads BK        | 19    |
| 3 | Edin Hamidović         | Jönköpings Södra IF | 15    |
| 3 | Christian Kouakou      | IK Brage            | 15    |
| 3 | Astrit Seljmani        | Varbergs BoIS       | 15    |
| 6 | Gustav Ludwigson       | Örgryte IS          | 12    |
| 6 | Anton Lundin           | IK Brage            | 12    |
| 8 | Ahmed Awad             | Dalkurd FF          | 10    |
| 8 | Bubacarr Jobe          | Mjällby AIF         | 10    |
| 8 | Daryl Smylie           | Jönköpings Södra IF | 10    |

| # | Játékos          | Klub         | Gólpassz |
| - | ---------------- | ------------ | -------- |
| 1 | Gustav Ludwigson | Örgryte IS   | 9        |
| 2 | Erik Lindell     | Degerfors IF | 7        |
| 2 | Joel Nilsson     | Mjällby AIF  | 7        |
| 2 | Brian Span       | Västerås SK  | 7        |